# Studio Laren
Studio Laren était un ensemble de musique ancienne dirigé par Marijke Ferguson, fondé vers 1964, spécialisé dans la musique du Moyen Âge et de la Renaissance, et dissous en 1999.

## Bref historique de l'ensemble
La médiéviste Marijke Ferguson (née en 1927, rescapée des camps japonais de la Seconde Guerre mondiale) était l'inspiratrice de cet ensemble dès 1967.  Elle était la femme du joueur de flûte à bec Kees Otten qui, lui, était, en 1952, cofondateur de l'ensemble de musique ancienne Muziekkring Obrecht.  Pendant 25 ans, et cela depuis 1968, elle élabora des émissions thématiques sur la musique ancienne pour la NOS, où elle présentait ses réflexions d'ordre philosophique sur les rapports entre la musique et la littérature, une zone qu'elle scrutait aussi dans les émissions consacrées aux concerts donnés par son ensemble.  Dans ces premières années, le matériel sonore était tellement rare qu'elle dut organiser, dans les studios de la VARA, des concerts avec des ensembles comme le Studio der frühen Musik, The Early Music Consort of London et Les Menestrels  [sic], dont les enregistrements servaient d'exemples à les réflexions qu'elle faisait dans son émission Muziek uit Middeleeuwen en Renaissance (Musique médiévale et de la Renaissance), diffusé sur Hilversum 2.  Fin 1975, Ferguson trouva une autre occupation à la nouvelle station classique Hilversum 4, où ses émissions recevaient un caractère plus généralement culturel et historique, alors que Studio Laren se plongeait de plus en plus profondément dans l'histoire : ainsi, pour pouvoir reconstituer le répertoire de l'époque carolingienne et mérovingienne, il fallait effectuer des reconstructions hypothétiques osées.  Studio Laren est le premier ensemble de musique ancienne à enregistrer plusieurs chansons du manuscrit de Gruuthuse, ainsi que d'un célèbre recueil de chansons néerlandaises, publié à Anvers en 1544 (Antwerps liedboek).
Au Festival de Musique ancienne de 1982 à Utrecht, Studio Laren présenta une production autour de Hildegarde de Bingen, alors que l'ensemble de musique ancienne Sequentia Köln interpréta le même répertoire ; dans la presse, la version du Studio Laren devait céder le pas à celle de l'ensemble allemand.  Dès 1993, Ferguson poursuivit son travail au Concertzender.  En outre, Marijke Ferguson fut membre du conseil d'administration de la Fondation Jr. Jacob van Eyck, qui visait à promouvoir la musique ancienne.
En 1999, le Studio Laren se retira du monde de la musique ancienne, mais fit sortir, à compte d'auteur, trois CD rétrospectifs, contenant une compilation des enregistrements faits avec les trois distributions différentes que l'ensemble avait connu dans les 35 années de son existence. 
De Studio Laren, le répertoire, comprenant de vieilles chansons néerlandaises, avait des points communs avec celui de la Camerata Trajectina.  L'ensemble utilisait des instruments de musique assez singuliers comme le trombone médiéval ou le lur, le pibgorn (sorte de chalumeau cornu), la corne de vache, la flûte droite en bois, les instruments ethniques à cordes pincées, frottées ou frappées, le psaltérion, la langeleik, la guiterne, le crouth ou crwth, le dulcimer, la petite harpe ou clairseach, l'organistrum, l'orgue portatif ou l'orgue de Theophilus Presbyter.

## Discographie
Cette discographie ne vise pas à être complète. 
- 1972, Muziek uit de Middeleeuwen en Renaissance, disque microsillon, CNR – 748 002
- 1974 ?, Muziek uit de Middeleeuwen en de Renaissance, maxi, NOS – 6802 403
- 1974, Liedjes van de Lage Landen, maxi, [ NOS ?] 6802 404
- 1977, Liedjes uit "Het Antwerps Liedboek" en liedjes uit het "Gruuthuse Manuscript", disque microsillon, Fondation Constanter - Constanter 1, VR 20498
- 1978, Ay, Hoor eens Buerman, disque microsillon, Fondation Constanter – Constanter 2
- 1979, Straffe van Verwarringe - over Roomsen en Onroomsen in de Nederlanden, disque microsillon, COrneMUse, CM 79/6
- 1994, Eros - De vorstin - De abdis, CD, Royco Records R.P.01
- 1999, Middeleeuwen in de oren van nu. Studio Laren retrospectief, 3 CD (enregistrements de 1974 à 1998), Studio Laren SL 9901-9903

## Sources
- (nl) Discografie, [en ligne], [page concernant le manuscrit de Gruuthuse, sur le site web de la Bibliothèque royale des Pays-Bas (La Haye), qui a acquis ce manuscrit et qui y a consacré tout un dossier en ligne avec fichier audio de l'interprétation d'une chanson de ce manuscrit (Egidius, waer bestu bleven) par Studio Laren].
- (nl) GOORISSEN, Jan.  « Interview Marijke Ferguson », Blokfluitist, [en ligne], 11 mai 2011,  (blog du périodique).
- (nl) HEUGHEBAERT, Hugo.  « Het Egidiuslied op plaat », Ons Erfdeel, année 31, Fondation Ons Erfdeel, Rekkem / Raamsdonksveer, 1988.
- (nl) H.J.  Toelichting, [en ligne], [www.muziekweb.nl].
- (nl) VAN DER KLIS, Jolande.  « De opkomst van de historische uitvoeringspraktijk in Nederland en Vlaanderen », Een muziekgeschiedenis der Nederlanden, vol. 1, [éd. Louis Peter Grijp], Amsterdam University Press – Salomé / Éd. Pelckmans / Meertens Instituut / Koninklijke Vereniging voor Nederlandse Muziekgeschiedenis, 2001  (ISBN 90-5356-488-8)  (ISBN 90-289-3000-0), p. 767-769.
- (nl) VAN DER KLIS, Jolande.  « Een tuitje in de aardkorst. Kroniek van de oude muziek 1976-2006 », Éd. Kok, 2007  (ISBN 978 90 435 1322 7), p. 14, 25-26, 32-33, 74-78, 128-129, 245-246, 271-272.